# بدرية أحمد
بدرية أحمد (1 يوليو 1969 -)، ممثلة إماراتية. شاركت في العديد من المسلسلات والمسرحيات من بينها مسلسلات أولاد بو جاسم، القرار الأخير، عديل الروح، عيون من زجاج، ليلى ومسرحيات مثل فالتوه 1، واحد + واحد، دايخ في زمن بايخ، مولود في حبة فياغرا.

## حياتها
بدأت التمثيل عن طريق المسرح في عام 1989 في مسرحية فالتوه 1، واستمرت بعد ذلك بتقديم أعمالها الفنية على خشبة المسرح أو على شاشة التلفزيون وقد اشتهرت في بداية دخولها المجال الفني في اسم بدور تركي كانت بدايتها الحقيقية في دور شمة في مسلسل الموذي عام 1999، وهي أحد أعضاء مسرح دبي الأهلي.

### حياتها الأسرية
تزوجت رجل إماراتي هو والد ابنها «شيبان»، وبعد طلاقها تزوجت من رجل إيراني وانجبت منه «أحمد» و«عيسى»، وبعد طلاقها تزوجت عدة مرات وكانت زواجات قصيرة المدة منها زواجها من لاعب كرة القدم الكويتي نواف الشمري الذي كان لاعبًا في نادي القادسية وقد أعلنا عن خطبتهما في آخر يوم من عام 2007.

### جدل الحجاب
في 15 مايو 2018 أعلنت الممثلة بدرية أحمد ارتدائها الحجاب نهائيا. وفي 31 أكتوبر 2018 قرّرت أن تخلع الحجاب بعد مرور 5 أشهر فقط على ارتدائها إيّاه، وطلبت عدم توجيه أي سؤال عن أسباب قرارها.

### سجالات مع فنانين
دخلت في سجالات مع العديد من الفنانين والفنانات، من بينهم الممثلة الكويتية ملاك والممثلة السورية مروة راتب التي رفعت قضية سبّ على بدرية أحمد، ولكنها تنازلت عنها لاحقًا.

### التوقيف
ألقت السلطات الكويتية ألقت القبض على بدرية أحمد في 2005 بتهمة حيازة مخدرات لكن أفرجت عنها النيابة العامة بكفالة مالية قدرها 300 دينار، من جانبها قالت بدرية أحمد أن الحبوب التي عثر عليها معها كانت بغرض بإنقاص وزنها وم أنها كانت تتناولها بنصيحة من بعض أصدقائها وأنها لم تعلم بأنها تحتوي على مخدرات.
وقد صدر حكم ببراءتها بسبب خطأ في إجراءات الضبط والتفتيش، وقد تأجلت القضية أكثر من مرة، حيث أجلت محكمة الجنايات المستأنفة القضية بعد الاستماع إلى شهادتها وبعد طلبها عزل محاميها وتعيين محامي آخر، وكانت محكمة التمييز الكويتية قبل ذلك قد امتنعت عن عقابها بتهمة تعاطي وحيازة حبوب مخدرة.

### الحالة الصحية
أعلنت بدرية أحمد عن إصابتها بسرطان الثدي، وقالت أنها اكتشفت إصابته بالمصادفة عندما كانت تخضع لجراحة تجميل في الثدي. وقد أمضت سبع شهور في العلاج، وأعلنت أنها قد شفيت منه في أكتوبر 2020.
في يناير 2022، ظهرت في فيديو وقالت أنها تعاني من بكتيريا أصابت رئتها وأدت إلى تآكل جزء منها مما سبب لها مشكلة في التنفس.

## أعمالها

### المسلسلات
- 1990: سيف نشوان
- 1995: الحيتان
- 1993: صواري الليل
- 1994: أولاد بو جاسم
- 1995: الحيتان
- 1997: حتى إشعار آخر
- 1997: القرار الأخير
- 1999: أحلام البسطاء
- 1999: الموذي
- 2000: شكرا يا
- 2000: تحت الصفر
- 2001: من يقتل الأحلام
- 2001: طعم الأيام
- 2001: الحياة امرأة
- 2002: إبتسامات رمضانية
- 2002: الآهات
- 2002: عشوق
- 2002: خلف خلاف
- 2003: المال والعيال
- 2003: دمعة عمر
- 2003: ياخوي
- 2003: ايام الشتات
- 2003: درب المحبة
- 2003: بيتنا الكبير
- 2003: لا للجروح
- 2004: الزعرور
- 2004: بعد الشتات
- 2004: مثلك عارف
- 2005: آه يا زمن
- 2005: عديل الروح
- 2005: بقايا ليل
- 2005: البوية
- 2005: غربة مشاعر
- 2006: جنون الليل
- 2006: أبو شلاخ البرمائي
- 2006: القناص
- 2006: بسمة ألم
- 2006: وجوه من شمع
- 2007: عيون من زجاج
- 2007: وحيد والمخبرين
- 2007: الفجر المستحيل
- 2007: في البيوت أسرار
- 2007: للخطايا ثمن
- 2008: هذيان الطين
- 2008: دار الهوا
- 2008: الساكنات في قلوبنا
- 2008: ليلى
- 2009: الحب الكبير
- 2010: الغافة
- 2010: المزواج
- 2010: بنات آدم
- 2010: بنات آدم
- 2011: هوامير الصحراء
- 2011: من عيوني
- 2011: الخادمة
- 2011: ما نتفق
- 2012: كلام الناس
- 2012: طماشة
- 2012: ملحق بنات
- 2013: الحرير والنار
- 2013: أي دمعة حزن لا
- 2013: صمت البوح
- 2013: السلطانة
- 2013: القياضة
- 2014: هواجس
- 2014: وش رجعك
- 2015: فتنة زمانها
- 2015: حصاد الزمن
- 2015: عناقيد النور
- 2016: خيانة وطن
- 2017: على قد الحال
- 2017: خطوات الشيطان

### المسرح
- فالتوه 1.
- واحد + واحد.
- دايخ في زمن بايخ.
- شاهة ومزنة أختين وبختين.
- مولود في حبة فياغرا.
- نص كم (ممثلة ومنتجة)[16]

## روابط خارجية
- بدرية أحمد على موقع قاعدة بيانات الأفلام العربية